# Stockholmsbänken
Stockholmsbänken var en liberal gruppering i den svenska riksdagens andra kammare, som bildades år 1891 och upphörde 1892. Partiet fick ingen direkt efterföljare, men alla partiets ledamöter kom senare att gå med i Liberala samlingspartiet.

## Riksdagsledamöter
- Ernst Beckman, Stockholms stads valkrets
- Henrik Fredholm, Stockholms stads valkrets
- Sixten von Friesen, Stockholms stads valkrets
- Adolf Hedin, Stockholms stads valkrets